# Liste der Einträge im National Register of Historic Places im McMinn County
Diese Liste der Einträge im National Register of Historic Places im McMinn County enthält alle im McMinn County, Tennessee in das National Register of Historic Places eingetragenen Gebäude, Bauwerke, Objekte, Stätten oder historischen Distrikte.
Diese Liste entspricht dem Bearbeitungsstand des National Park Service/National Register of Historic Places vom 4. Oktober 2024.

## Legende
| NRHP | Historic Place             |
| HD   | National Historic District |

## Aktuelle Einträge
| [ 2 ] | Name                                         | Bild                                         | Eintragsdatum                  | Lage                                                                                               | Ort       | Beschreibung |
| ----- | -------------------------------------------- | -------------------------------------------- | ------------------------------ | -------------------------------------------------------------------------------------------------- | --------- | ------------ |
| 1     | Beth Salem Presbyterian Church               | Beth Salem Presbyterian Church               | 22. Juni 2000 ID-Nr. 00000728  | Tennessee State Route 30, an der Watson Road 35° 23′ 26″ N, 84° 34′ 9″ W                           | Athens    |              |
| 2     | Elijah Cate House                            |                                              | 25. März 1982 ID-Nr. 82003993  | westlich von Niota an der Tennessee State Route 1 35° 30′ 32″ N, 84° 33′ 47,8″ W                   | Niota     |              |
| 3     | James W. Chesnutt House                      | James W. Chesnutt House                      | 4. Okt. 2001 ID-Nr. 01001081   | 105 A S. Niota Rd. 35° 25′ 31″ N, 84° 29′ 17″ W                                                    | Englewood |              |
| 4     | Samuel Cleage House                          | weitere Bilder                               | 12. Mai 1975 ID-Nr. 75002069   | nördlich von Athens am Lee Highway 35° 29′ 24″ N, 84° 34′ 48″ W                                    | Athens    |              |
| 5     | Clear Springs Cumberland Presbyterian Church | Clear Springs Cumberland Presbyterian Church | 1. Feb. 2007 ID-Nr. 06001337   | Clear Springs Road 35° 16′ 13″ N, 84° 41′ 22″ W                                                    | Calhoun   |              |
| 6     | Englewood Water Tower                        |                                              | 27. März 2020 ID-Nr. 100005141 | East Athens St. 35° 25′ 39,5″ N, 84° 29′ 8,9″ W                                                    | Englewood |              |
| 7     | Etowah Carnegie Library                      | Etowah Carnegie Library                      | 23. März 2003 ID-Nr. 03000132  | 723–725 Ohio Avenue 35° 19′ 26″ N, 84° 31′ 34″ W                                                   | Etowah    |              |
| 8     | Etowah Depot                                 | Etowah Depot                                 | 17. Okt. 1977 ID-Nr. 77001513  | U.S. Route 411 35° 19′ 24″ N, 84° 31′ 27,8″ W                                                      | Etowah    |              |
| 9     | Etowah Historic District                     |                                              | 25. Juli 1996 ID-Nr. 96000818  | zwischen der 5th St., Washington Ave., 11th St. und Indiana Avenue 35° 19′ 30″ N, 84° 31′ 49″ W    | Etowah    |              |
| 10    | First United Presbyterian Church             | weitere Bilder                               | 24. Juli 2008 ID-Nr. 08000701  | 321 N. Jackson St. 35° 26′ 48″ N, 84° 35′ 47″ W                                                    | Athens    |              |
| 11    | M.A. Helm House                              |                                              | 18. Dez. 2013 ID-Nr. 13000951  | 149 Ralph Layman Rd. 35° 23′ 40″ N, 84° 36′ 38″ W                                                  | Riceville |              |
| 12    | Alexander H. Keith House                     | Alexander H. Keith House                     | 26. Juni 1986 ID-Nr. 86001381  | 110 Keith Ln. 35° 26′ 16″ N, 84° 36′ 54″ W                                                         | Athens    |              |
| 13    | William Lowry House                          | William Lowry House                          | 19. Juli 1984 ID-Nr. 84003596  | 405 E. Madison Ave. 35° 26′ 38″ N, 84° 35′ 22″ W                                                   | Athens    |              |
| 14    | McClatchey-Gettys Farm                       |                                              | 28. Dez. 1982 ID-Nr. 82001731  | South of Riceville on State Route 1 35° 19′ 35″ N, 84° 42′ 15″ W                                   | Riceville |              |
| 15    | Niota Depot                                  | weitere Bilder                               | 1. Apr. 1975 ID-Nr. 75002105   | Main Street 35° 30′ 54″ N, 84° 32′ 46″ W                                                           | Niota     |              |
| 16    | Old College                                  | Old College                                  | 29. Dez. 1983 ID-Nr. 83004259  | College St. 35° 26′ 44″ N, 84° 35′ 35,9″ W                                                         | Athens    |              |
| 17    | Trew General Merchandise Store               | Trew General Merchandise Store               | 22. Dez. 1976 ID-Nr. 76002159  | westlich von Delano an der Tennessee State Route 163 und Bowater Road 35° 16′ 54″ N, 84° 36′ 28″ W | Delano    |              |
| 18    | Trinity United Methodist Church              | Trinity United Methodist Church              | 7. Juli 2009 ID-Nr. 09000537   | 100 E. College St. 35° 26′ 41″ N, 84° 35′ 38″ W                                                    | Athens    |              |
| 19    | John A. Turley House                         | John A. Turley House                         | 18. März 1999 ID-Nr. 99000366  | 505 E. Madison St. 35° 26′ 42″ N, 84° 35′ 17″ W                                                    | Athens    |              |